# Myrmicaria faurei
Myrmicaria faurei är en myrart som beskrevs av Arnold 1947. Myrmicaria faurei ingår i släktet Myrmicaria och familjen myror. Inga underarter finns listade i Catalogue of Life.